# The Doctor of Myddfai

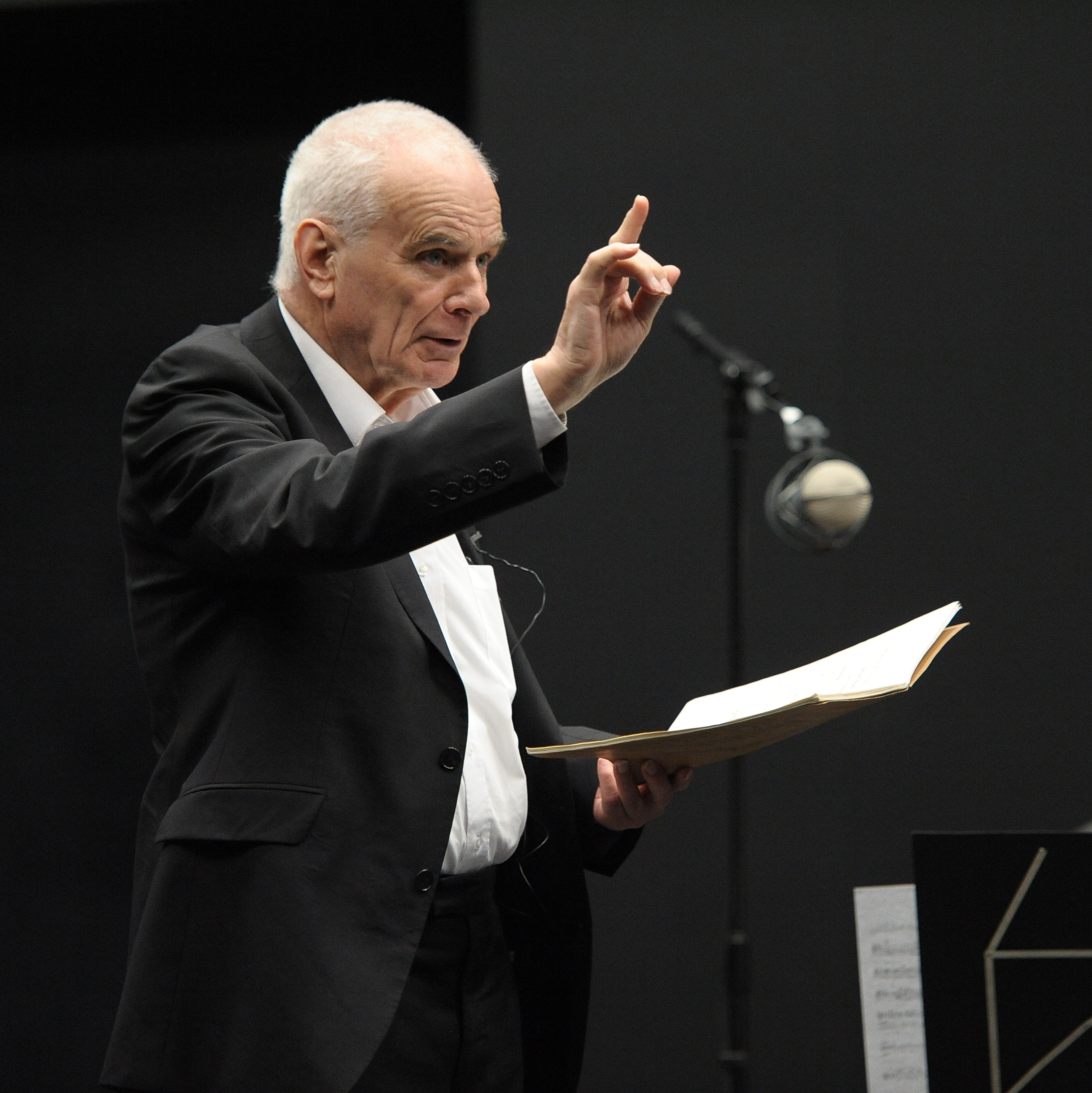
Peter Maxwell Davies, compositeur de l

The Doctor of Myddfai est un opéra en deux actes de Peter Maxwell Davies sur un livret de David Pourtney d'après une vieille légende galloise qui inspira la dame du lac. Il est créé le 5 juin 1996 à Cardiff par l'orchestre du Welsh national Opera sous la direction de Richard Armstrong.

## Distribution
| Rôle                   | Voix                                                     | Première, 5 juin 1996 (Chef d'orchestre : Richard Armstrong) |
| ---------------------- | -------------------------------------------------------- | ------------------------------------------------------------ |
| Le docteur             | baryton                                                  | Paul Whelan                                                  |
| Une fillette           | soprano                                                  | Lisa Tyrrell                                                 |
| La Loi                 | basse                                                    | Gwynne Howell                                                |
| 1er Officier           | mezzo-soprano                                            |                                                              |
| 2e Officier            | contralto                                                |                                                              |
| 3e Officier            | soprano                                                  |                                                              |
| 10 délégués            | 2 sopranos, 3 mezzo-sopranos 2 ténor, 3 basses           |                                                              |
| 2 portiers             | ténor et baryton                                         |                                                              |
| 3 Filles               | soprano, mezzo-soprano, et contralto                     |                                                              |
| 5 Groupes d'officiers  | 7 sopranos, 6 mezzo-sopranos, 5 ténors, 6 baryton-basses |                                                              |
| 3 Gardes               | rôles muets                                              |                                                              |
| Chœur populaire (SATB) |                                                          |                                                              |